# 3,4-二羟基扁桃酸
3,4-二羟基扁桃酸（英語：3,4-Dihydroxymandelic acid，缩写 DHMA 或 DOMA）是去甲肾上腺素的代謝產物。
|  |